# Баварська державна опера
Баварська державна опера (Bayerische Staatsoper) — одна з провідних оперних сцен Німеччини, розташована в Мюнхені.

## Історія

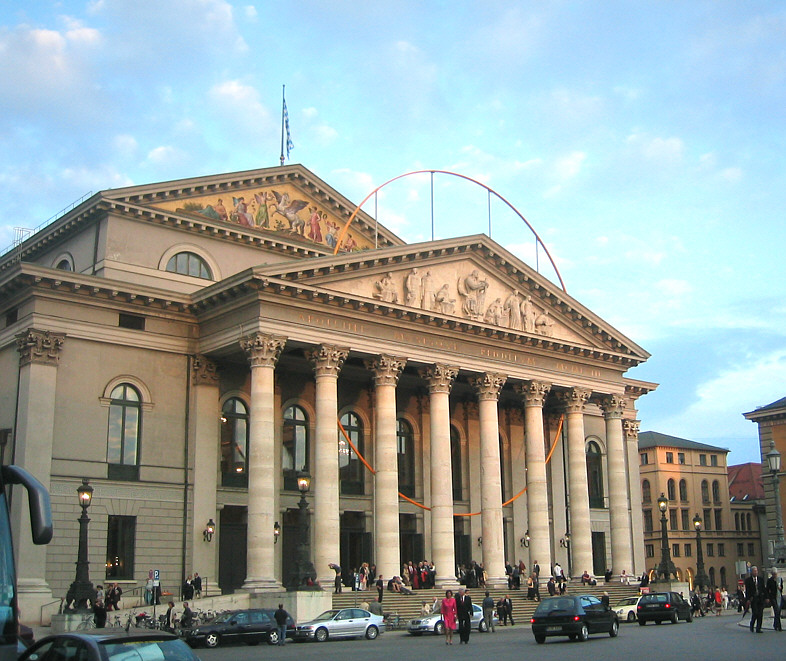
Будівля Баварської опери

Оперна трупа заснована 1653 року в епоху панування італійської опери. З 1753 оперні спектаклі проводили переважно в театрі Кувіє (Cuvilliés Theatre). З 1818 року опера базується у будівлі Національного театру, збудованого за проєктом Карла фон Фішера. Цю будівлю двічі відновлювали — 1825 року (після пожежі у 1823) та 1963. Зал розрахований на 2 100 місць.

## Колектив
Серед головних диригентів Баварської опери — Ганс фон Бюлов, Бруно Вальтер. Оркестр Баварської опери з 1918 року називається Баварським державним оркестром. З 1992 театром керує відомий театральний діяч П. Джонас, що раніше очолював Англійську національну оперу.

## Діяльність
Улітку в театрі проходить традиційний фестиваль (опери, балети, концерти). На сцені театру пройшли світові прем'єри ряду опер Вагнера, Пфіцнера, Корнгольда, Генце та інших.